# Harry Rawson
Sir Harry Holdsworth Rawson, GCB, GCMG (Walton-on-Hill, Lancashire, 5 de novembro de 1843 – Londres, 3 de novembro de 1910), é lembrado por ter supervisionado a Expedição Britânica de Benin de 1897 que queimou e saqueou a cidade de Benin, agora na Nigéria. Nenhuma vergonha foi atrelada ao evento na época, que foi considerada uma expedição punitiva, e Almirante Rawson foi designado Governador de New South Wales, de 27 de maio de 1902 à mesma data em 1909.
Rawson também foi o oficial no comando das forças britânicas na Guerra Anglo-Zanzibari, a guerra mais curta da história, que durou 40 minutos em 27 de agosto de 1896. Por isto ele se tornou Cavaleiro Comandante da Ordem do Banho e um membro de primeira classe da Ordem da Estrela Brilhante de Zanzibar.
Ele foi promovido para almirante em 1903 e recebeu GCB (1906) e GCMG (1909). Rawson morreu em 3 de novembro de 1910 em Londres após uma operação para apendicite. 